# Мериборо
Мериборо (енгл. Maryborough) је град Аустралији у савезној држави Квинсленд. Према попису из 2006. у граду је живело 21.501 становника.

## Становништво
Према попису, у граду је 2006. живело 21.501 становника.
| 1991.  | 1996.  | 2001.  | 2006.  |
| ------ | ------ | ------ | ------ |
| 20,790 | 21,286 | 21,191 | 21,501 |